# Just Like Fire Would
Just Like Fire Would è un singolo del gruppo musicale australiano The Saints, estratto dal loro settimo album in studio All Fools Day.

## Descrizione
Il singolo è stato scritto e composto dal frontman Chris Bailey e pubblicato nel 1986.
Prodotto da Hugh Jones e dallo stesso Bailey, il singolo ha raggiunto la ventinovesima posizione dell'allora classifica musicale ufficiale Kent Music Report nel 1986, ed è stato pubblicato in altri paesi dalla Polydor Records nel 1987. Ne è stato realizzato anche un videoclip, trasmesso in diverse nazioni.

## Tracce
7" Australia, Nuova Zelanda
1. Just Like Fire Would
2. Storm

7" Australia, GB
1. Just Like Fire Would – 3:25
2. East Is East – 2:41

Durata totale: 6:06
7" Europa
1. Just Like Fire Would – 3:28
2. East Is East – 2:43

Durata totale: 6:11
12" GB
1. Just Like Fire Would
2. East Is East
3. Casablanca

12" promo USA
1. Just Like Fire Would – 3:22
2. Just Like Fire Would – 3:22

Durata totale: 6:44
CD single Australia
1. Just Like Fire Would – 3:26
2. Storm – 2:30
3. All Fools Day – 4:48

Durata totale: 10:44

## Cover
- Nel 1993 Chuck Prophet incide una cover della title track Just Like Fire Would,[3] pubblicata nella compilation tributo ai Saints Neurotically Yours - A Tribute To The Saints, dell'etichetta discografica Still Sane Records in Germania.
- Il 14 gennaio 2014 Bruce Springsteen assieme a Tom Morello,[3] dopo aver suonato dal vivo il brano durante le esibizioni in Australia del Wrecking Ball World Tour nel 2013, ne ha realizzata una cover, pubblicata nel suo diciottesimo album in studio High Hopes. Il brano è stato poi pubblicato come singolo promozionale il 22 gennaio 2014 e ne è stato realizzato un videoclip.